# Helter Skelter
"Helter Skelter" é uma canção dos Beatles composta por Paul McCartney e creditada à dupla Lennon-McCartney. Lançada no álbum The Beatles ou "Álbum Branco" de 1968. É considerada uma das pioneiras do heavy metal. A revista Rolling Stone classificou "Helter Skelter" na 52ª posição na lista das "100 melhores músicas dos Beatles".

## Origens da criação
Paul estava na Escócia, lendo uma edição de 1967 da Melody Maker, revista especializada em música, quando leu uma entrevista do guitarrista Pete Townshend, dizendo que o último single "I Can See for Miles," era a canção mais alta, suja e barulhenta que o The Who já tinha feito. Porém quando Paul foi ouvi-la, ele percebeu que não era tão barulhento assim. Ele achou-a  um "barulho organizado," e tratou de compor essa canção tentando fazer a sua própria obra barulhenta e suja.
Helter skelter é o nome de uma atração de feira  britânica muito popular, uma torre semelhante a um farol, com um escorrega em forma de espiral em torno da torre,  e os feirantes deslizavam num tapete de coco. Paul fala sobre no livro "Many Years From Now" de Barry Miles: "Eu usei o símbolo do  helter skelter como uma ida do topo para o fundo – a ascensão e queda do Império Romano – e esta era a queda, a decadência, a ida para o fundo. Você pode pensar que é um título bonitinho, mas é tido como referência, desde quando Manson tomou como um hino, quanto as versões que as bandas punks faziam por ser um rock sujo."
Além disso, o termo helter skelter pode significar também confusão, algazarra, desorganização.

## Letra
A letra sem muito sentido fala sobre o brinquedo: "Quando eu chego ao chão, eu volto para o topo do escorregador, onde eu paro, me viro e saio para outra volta até que eu volte ao chão e te veja novamente."
Nos Estados Unidos, o termo "helter skelter" é muito conhecido. Charles Manson dizia que a música "Helter Skelter" continha profecias de uma apocalíptica guerra racial.
No projeto "The Beatles Anthology" Paul disse: "Manson nos interpretou como ‘os quatro cavaleiros do Apocalipse.’ Eu ainda não entendo qual foi a jogada; é sobre a Bíblia, Revelação – Eu não li então eu não sei. Mas ele interpretou a coisa toda. Nós éramos os cavaleiros, Helter Skelter era a mensagem, e ele achou que podia sair e matar todos por aí."
Entre os dias 9 de agosto e 10 de agosto de 1969, a "família Manson" cometeu duas chacinas em Los Angeles e escreveu nas paredes "Helter Skelter" com o sangue das vítimas. Durante o julgamento de seus crimes, em novembro de 1970, Manson explicou sua interpretação de "Helter Skelter" na corte: "Helter Skelter significa confusão. Literalmente. Não significa Guerra com ninguém. Não significa que eles irão matar outras pessoas. Apenas significa o que significa. Helter Skelter é confusão. Confusão está vindo rápido. Se você não vê que a confusão está vindo rápido, chame do que quiser. Não é minha conspiração, não é minha música. Eu escuto o que relato. Ela diz, ‘Apareça!’ diz, ‘Mate!’ Porque me culpar? Eu não escrevi a música. Eu não fui a pessoa que projetou isso na consciência das pessoas."
John disse em entrevista a Rolling Stone em 1970: "Costumávamos tirar sarro disso ou daquilo, de uma maneira não ofensiva, do que um intelectual via na gente ou um símbolo da geração jovem veria algo nisso…" E sobre a canção, "… Mas eu não sei o que ‘Helter Skelter’ significava, pra mim era só barulho."

## Gravação

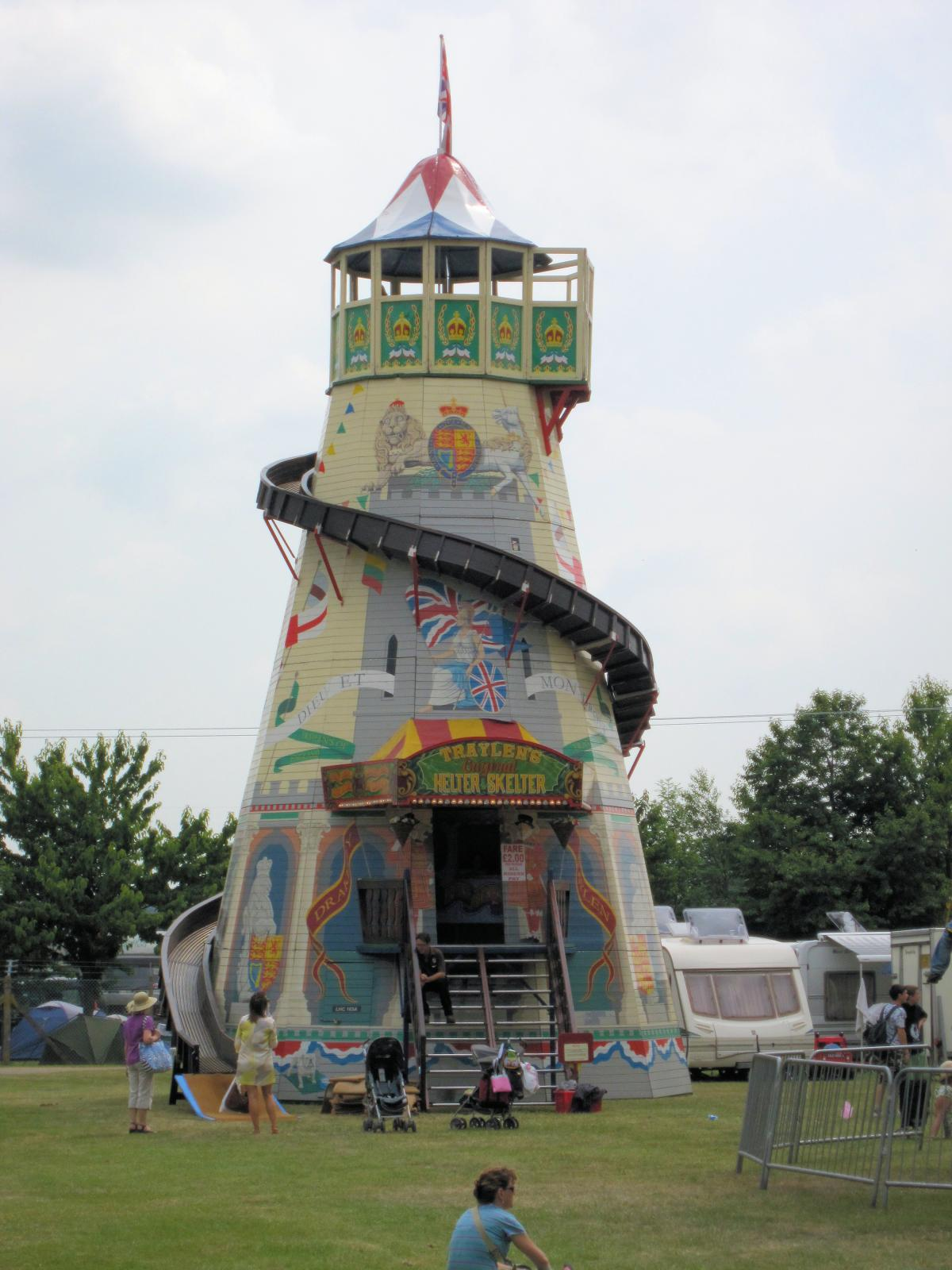
Um helter skelter no Royal Norfolk Show, perto de Easton, Norfolk, Reino Unido.

Os Beatles gravaram a canção em múltiplas sessões. Durante 18 de julho, a versão da canção durou 27:11, apesar dessa versão ser lenta e hipnótica, diferenciando muito da força da canção original. Outra versão de 4:37 foi editada para o Anthology 3, que originalmente era 20 minutos mais longa. Em 9 de setembro, após a volta de Ringo as baquetas (ver "Back in the U.S.S.R." e "Dear Prudence"), foram feitos 8 takes de 5 minutos aproximadamente e o último é a base do LP original.
Gravaram longas versões de "Helter Skelter" com um eco produzido por fita. Os ecos normalmente poderiam ser adicionados por mixagem, mas nesse caso não poderia ser mais alterado pois estava sendo ao vivo. O problema era que a máquina gravava apenas 15 minutos por fita, e não dava para deixar mais tempo reproduzindo. Então no meio da música decidiram voltar a fita e reproduzi-la sem precisar parar de tocar, o que reproduz um som peculiar no trecho em que Paul improvisa uma base vocal na marca de 02:45.
Paul no livro "Many Years From Now" de Barry Miles: "Tínhamos os engenheiros e George Martin tentando fazer o som da bateria parecer mais alto que pudesse. Então a gente tocava e dizíamos, ‘não, ainda parece limpo, tem que ficar mais alto e sujo.’ Tentamos tudo que podíamos para sujar o som, então Ringo tocou o mais forte e feroz que podia. Trabalhamos muito duro naquela canção."
Após o 18° take, Ringo Starr que já não agüentava mais tocar a bateria de maneira selvagem, atirou as baquetas no chão e gritou ferozmente: "I've got blisters on my fingers!" ou "Eu estou com bolhas nos dedos!" Os Beatles incluíram a fala no final da música na versão estéreo. A canção acaba e recomeça várias vezes porém após as três pancadas finais no chimbal pode se ouvir o grito de Ringo e razoavelmente Lennon dizendo "How’s that?" ou "O que foi isso?" antes do último acorde.
Segundo Ringo no "The Beatles Anthology": "Helter Skelter foi uma faixa que fizemos completamente loucos e histéricos no estúdio. Às vezes é preciso dar uma sacudida nos ensaios e aquela música, – com o baixo de Paul e minha bateria – Paul começou a berrar e gritar, o que acabou ganhando mais espaço."

## Os músicos
- Paul McCartney: vocais principais, guitarra solo, guitarra rítmica
- John Lennon: vocais de apoio, baixo de 6 cordas, efeitos sonoros em bocal de saxofone
- George Harrison: vocais de apoio, guitarra solo, guitarra slide
- Ringo Starr: bateria, grito
- Mal Evans: trompete e efeitos sonoros